# Hammaptera semiflava
Hammaptera semiflava là một loài bướm đêm trong họ Geometridae.